# Andrães
Andrães is een plaats (freguesia) in de Portugese gemeente Vila Real en telt 1511 inwoners (2001).